# Richard-Wagner-Platz
Richard-Wagner-Platz (tidigare Wilhelmplatz) är ett torg i stadsdelen Charlottenburg i Berlin. Platsen var tidigare plats för en marknad och fick namnet Wilhelmplatz 1824. 1934 döptes platsen om efter Richard Wagner. Väster om platsen återfinns Charlottenburgs slott och i öster i direkt anslutning Rathaus Charlottenburg.